# Bruinmaskertandkwartel
De bruinmaskertandkwartel (Odontophorus erythrops) is een vogel uit de familie Odontophoridae. De wetenschappelijke naam van de soort is voor het eerst geldig gepubliceerd in 1859 door Gould.

## Voorkomen
De soort komt voor in het westen van Colombia en het westen van Ecuador en telt twee ondersoorten:
- O. e. parambae: westelijk Colombia en westelijk Ecuador.
- O. e. erythrops: zuidwestelijk Ecuador.

## Beschermingsstatus
Op de Rode Lijst van de IUCN heeft de soort de status niet bedreigd.

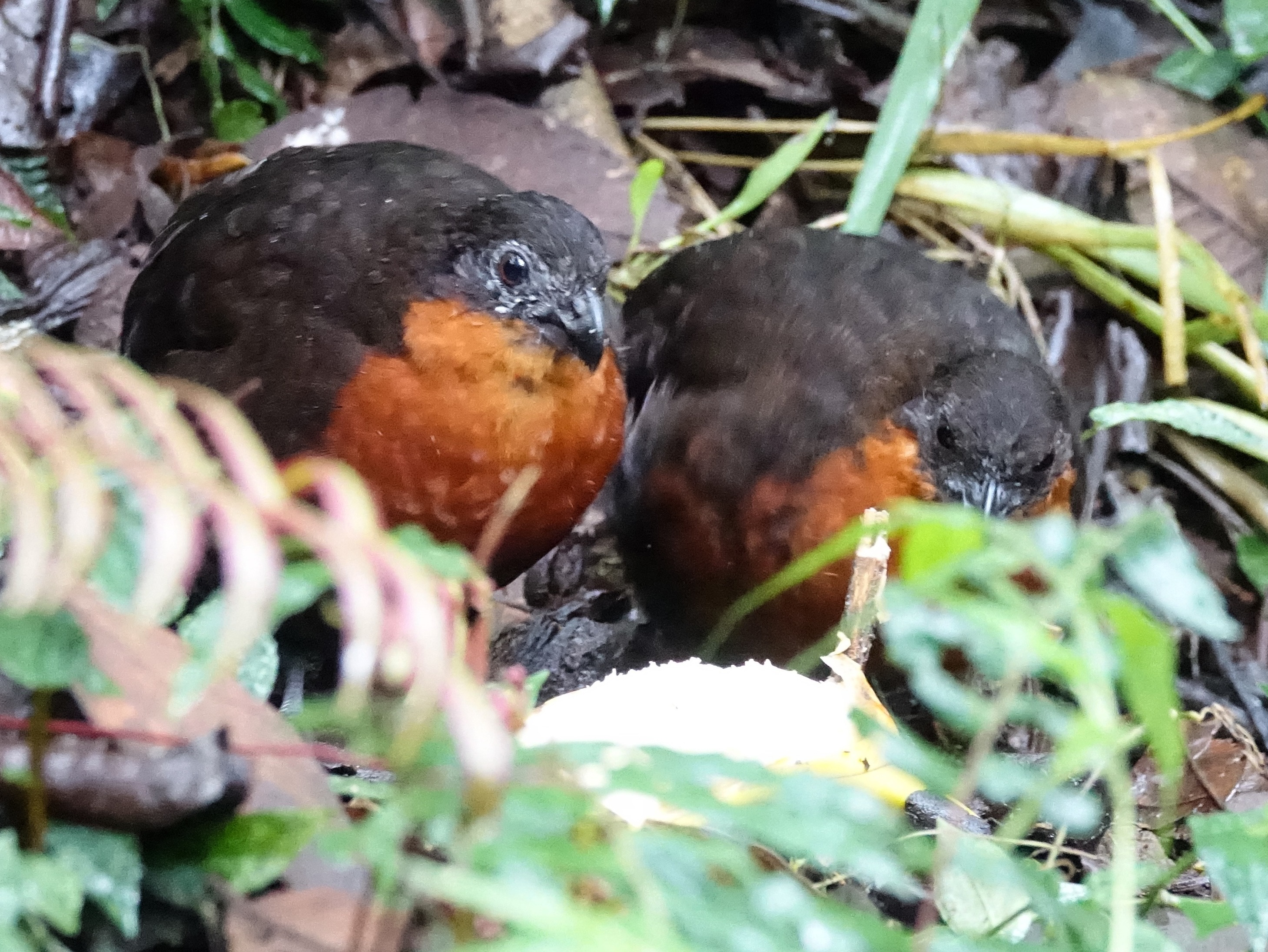